# N5 - Oostkustroute
De N5 - Oostkustroute (Deens: Østkystruten) is een landelijke langeafstandsfietsroute in Denemarken. De route volgt de oostkant van het Jutland en het eerste deel is onderdeel van de EuroVelo EV12 Noordzeeroute. Het traject is bewegwijzerd in twee richtingen met het cijfer 5 en is onderdeel van de nationale fietsroutes van Denemarken.

## Traject
De route begint in Skagen in het noorden van Jutland. Hier kan de EuroVelo EV12 Noordzeeroute vervolgd worden of kan worden gekozen voor de landelijke routes N1 - Westkustroute of N3 - Ossenwegroute.
De route gaat zuidwaarts door Jutland. In Frederikshavn kan gekozen worden voor de EuroVelo EV3 Pelgrimsroute. Onderweg sluiten diverse landelijke routes aan. Tussen Hals en Egense loopt de landelijke route N12 - Limfjordroute parallel met de route mee.  Bij de stad Aarhus kruist de landelijke route N2 - Hanstholm-Kopenhagen de route. Tussen Udbyhøj Vasehuse en Ebeltoft in de plaats Grenaa verlaat de EuroVelo EV12 Noordzeeroute de route, deze gaat middels veerboot naar Zweden waar ze vervolgd wordt en waar kan worden aangesloten op de Kattegattleden, één van de nationale fietsroutes van Zweden.
Bij Hou kruist de route de landelijke route N4 - Kopenhagen-Søndervig. Tussen Fredericia en Kolding loopt de route parallel met de landelijke route N6 - Esbjerg-Kopenhagen en de landelijke route N8 - Baltische Route. Deze laatste loopt verder parallel mee tot Aabenraa.
In eindpunt Sønderborg sluit de route aan op de EuroVelo EV10 Oostzeeroute en op de landelijke route N8 - Baltische Route.

## Aansluitingen met Europese routes
- Het eerste deel van de route tussen Skagen en Grenaa is onderdeel van de EuroVelo EV12 Noordzeeroute. In Grenaa steekt de EV12 middels veerboot over naar Zweden.
- In Frederikshavn kruist de route de EuroVelo EV3 Pelgrimsroute.
- In Sønderborg sluit de route aan op de EuroVelo EV10 Oostzeeroute.

## Aansluitingen met andere routes
- In Skagen kan worden aangesloten op de landelijke route N1 - Westkustroute.
- In Skagen kan worden aangesloten op de landelijke route N3 - Ossenwegroute.
- Tussen Hals en Egense loopt de landelijke route N12 - Limfjordroute parallel met de route mee.
- In Aarhus kruist de route de landelijke route N2 - Hanstholm-Kopenhagen.
- In Grenaa kan middels veerboot worden overgestoken naar Zweden waar de Kattegattleden kan worden opgepakt, één van de nationale fietsroutes van Zweden.
- In Hou kruist de route de N4 - Kopenhagen-Søndervig.
- Tussen Fredericia en Kolding loopt de landelijke route N6 - Esbjerg-Kopenhagen parallel met de route mee.
- Tussen Fredericia en Aabenraa loopt de landelijke route N8 - Baltische Route parallel met de route mee.
- In Sønderborg kan worden aangesloten op de landelijke route N8 - Baltische Route.